# Philipp Zimmermann
Johann Philipp Zimmermann (* 1796 in Saarbrücken; † 20. September 1850 in Wiesbaden) war ein deutscher Bibliothekar und Mäzen.
Zimmermann war nach dem Besuch der Friedrichschule in Wiesbaden ab 1818 zunächst als Regierungskanzlist tätig. 1823 wechselte er in die Herzoglich Nassauische Öffentliche Bibliothek, wo er bis 1850 als Sekretär arbeitete. Neben seinem Beruf engagierte er sich zwischen 1823 und 1837 als Sekretär des Verein für Nassauische Altertumskunde und Geschichtsforschung und war über ihn an mehreren Ausgrabungen in der Umgebung von Wiesbaden beteiligt.
Bei seinem Tod hinterließ der zeit seines Lebens ledig gebliebene Zimmermann sein Vermögen in Höhe von 1000 Gulden zur Einrichtung eines Stiftes für alte Menschen, die seine Schwester Elisabeth mit weiteren 1000 Gulden förderte. Das nach ihm benannte Zimmermannsstift wurde am Rand der Wiesbadener Innenstadt errichtet, jedoch bereits 1893 im Zuge der Stadterweiterung wieder abgerissen, und befindet sich heute (2010) in der Wolfram-von-Eschenbach-Straße. Am früheren Standort erinnert die Zimmermannstraße an den Stifter.